# 증자 (사상가)

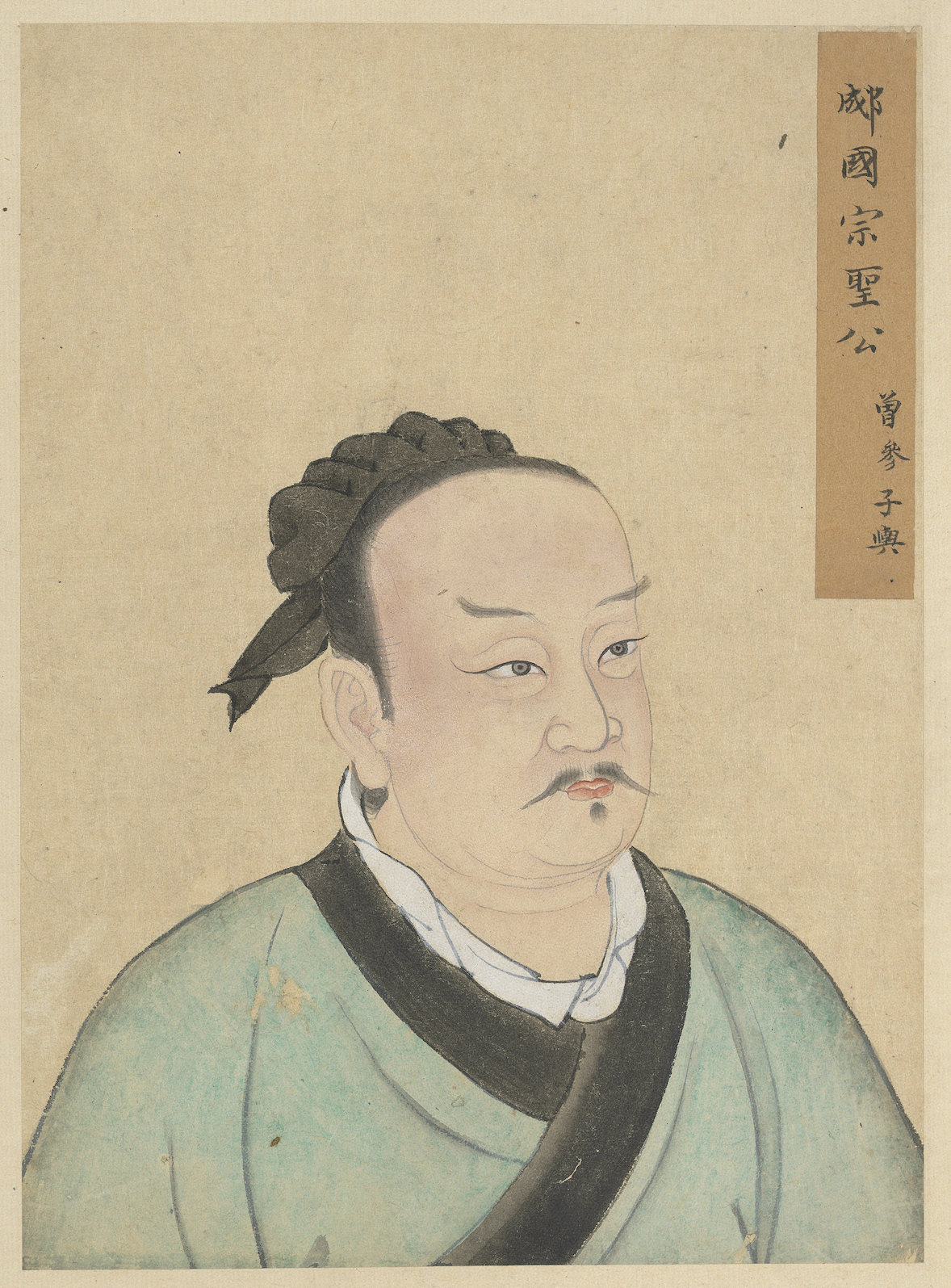

증자(曾子, 기원전 505년~기원전 435년)는 중국 전국 시대의 유가(儒家) 사상가이다. 이름은 삼(參), 자는 자여(子輿)이며, 증자는 존칭이다. 남무성(南武城, 지금의 산둥성) 출신이다.
공자의 만년의 제자로서 공자보다도 46세 연하이다. 공자 사후 유가의 유력한 일파를 형성하여 공자사상의 유심주의적 측면을 발전시켰다. 그의 언행은 《논어》에 몇 조목이 보이며, 또 《대대례기》(大戴禮記)의 증자 10편 및 《효경》은 그의 저작이라고 인정된다. 그는 당시 진행 중이던 봉건제의 붕괴를 제지하기 위하여 씨족제로부터 비롯된‘효(孝)’라는 덕목을 강조하였다. 또, “하루에 세 번 내 몸을 살펴본다”라고 하여 공자 사상의 근본을 충서(忠恕)라는 말로 표현했다. 공자 사상의 계승자로서의 역할을 했으며, 후에 증자의 학통은 자사, 맹자로 이어져 유가의 도통을 전하는 데에 큰 역할을 했다.

## 참고 문헌
- 이 문서에는 다음커뮤니케이션(현 카카오)에서 GFDL 또는 CC-SA 라이선스로 배포한 글로벌 세계대백과사전의 내용을 기초로 작성된 글이 포함되어 있습니다.